# Can Sabenc
Can Sabenc és una masia reformada com habitatge de la Cellera de Ter  a la comarca de la Selva inclosa a l'Inventari del Patrimoni Arquitectònic de Catalunya.

## Descripció
Edifici aïllat de tres plantes, quatre crugies i coberta a quatre vessants al costat esquerre del carrer Major.
La planta baixa consta d'un sòcol d'un metre d'alçada amb una filera de pedra calcària de Girona disposada horitzontalment. Després tenim quatre grans obertures emmarcades de pedra de Girona motllurades amb tres nivells. Són dues portes i dues finestres que no coincideixen amb les portes i les finestres de la disposició original.
La façana del primer pis consta de quatre llargues finestres amb balcó no emergent decorat de ferro forjat i emmarcades de pedra. Cal destacar-ne l'extraordinària alçada que arriba gairebé als quatre metres.
Un dels elements a ressaltar d'aquest habitatge de planta quadrangular és la galeria que circumval·la tres dels quatre costats de la casa, els laterals i la part posterior, a l'altura d'aquest primer pis.
El segon pis també té quatre finestres similars a les del primer pis, encara que modificades i adaptades a unes dimensions més petites. Aquestes tenen els ampits de rajol emergents. Com que els dos pisos tenen una alçada considerable, la casa era una de les més altes en el moment de la construcció.
La cornisa té una motllura simple, encara que emergent, feta d'obra.
Pel que fa als laterals, les grans obertures han estat reduïdes o bé tapades.
A la part posterior de la casa hi ha encara restes de l'antiga era de batre i del paller.
Originalment la casa estava envoltada de varis camps i hortes i separada de la resta de la població per unes parets de pedra que només es conserven a la part sud i oest, a la zona on hi ha l'actual entrada, encara amb un gran portal de ferro i muntants de pedra d'accés al pati que hi ha davant de la façana. Es tracta d'una entrada monumentalitzada.
La façana conserva cinc bandes verticals entre les finestres i entre les cantonades amb restes d'esgrafiats sobre l'arrebossat. Aquests mostren una iconografia de gerres i angelots i una decoració de marcs rectangulars.

## Història
Es tracta d'un gran casal, la casa pairal pertanyent a la família Sabenc, de cognom Vergés del Vilar, que foren ciutadans honrats de Barcelona i protagonistes de la història de La Cellera durant el segle xix. Actualment està compost de varis habitatges als quals s'accedeix per diferents entrades.
La gran horta envoltada de murs, desapareguts amb l'eixample del poble a la dècada dels seixanta del segle passat, tancava el poble per llevant i migjorn. És l'edifici civil de certa antiguitat més gros del poble. Tot i ser dividit en diferents estades, encara se'n pot apreciar la imponent grandària de les obertures, la galeria que circumdava la part posterior de la casa i les restes d'esgrafiats decoratius en franjes verticals a la façana.
El 1842 es va produir el segrest de Josep Vergés i del Vilar, amo de la casa pairal de Can Sabenc, en el context de les guerres carlines. Els segrestadors, armats amb trabucs, van prendre’l, junt a l'alcalde (en Vinyoles d'Amunt), mentre se celebrava la missa del diumenge. Aquests eren uns coneguts trabucaires de Santa Coloma de Farners (en Ramon “Felip”, el seu germà Josep, un tal Amer Carreras “El Frare d'Amer” i Joan Llaytó) i l'hisendat i l'alcalde no van ser alliberats fins que van pagar la quantitat reclamada.
El molí d'en Sabenc o de la Pardina, prop del camí cap a Amer fou fundat per aquesta família (Veure la fitxa referent al Molí de la Pardina de La Cellera de Ter, Selva).